# Ronde van Spanje 2009/Derde etappe
De derde etappe van de Ronde van Spanje 2009 werd in Nederland en Duitsland verreden op 31 augustus 2009. Het was een vlakke rit over 189,7 km van Zutphen naar Venlo. Tijdens de etappe werd via de Achterhoek en Duitsland (bij Kleef) het Rijk van Nijmegen aangedaan en werd via de Oostelijke Maasoever naar Venlo gekoerst. Er waren twee tussensprints die meetelden voor het puntenklassement. De eerste, na 104,5km, werd gewonnen door Lars Boom en de tweede, na 152,9, door Johnny Hoogerland.

## Uitslagen
| Uitslag etappe | Uitslag etappe   | Uitslag etappe               | Uitslag etappe |
| rang           | renner           | land                         | tijd           |
| -------------- | ---------------- | ---------------------------- | -------------- |
| 1              | Greg Henderson   | Vlag van Nieuw-Zeeland       | 4u 41' 01"     |
| 2              | Borut Božič      | Vlag van Slovenië            | z.t.           |
| 3              | Óscar Freire     | Vlag van Spanje              | z.t.           |
| 4              | André Greipel    | Vlag van Duitsland           | z.t.           |
| 5              | William Bonnet   | Vlag van Frankrijk           | z.t.           |
| 6              | Tom Boonen       | Vlag van België              | z.t.           |
| 7              | Roger Hammond    | Vlag van Verenigd Koninkrijk | z.t.           |
| 8              | Wouter Weylandt  | Vlag van België              | z.t.           |
| 9              | Stuart O'Grady   | Vlag van Australië           | z.t.           |
| 10             | Jürgen Roelandts | Vlag van België              | z.t.           |
| 20             | Tom Leezer       | Vlag van Nederland           | z.t.           |

| Algemeen klassement | Algemeen klassement | Algemeen klassement       | Algemeen klassement | Algemeen klassement |
| rang                | renner              | land                      | ploeg               | tijd                |
| ------------------- | ------------------- | ------------------------- | ------------------- | ------------------- |
|                     | Fabian Cancellara   | Vlag van Zwitserland      | Team Saxo Bank      | 9u 29' 33"          |
| 2                   | Greg Henderson      | Vlag van Nieuw-Zeeland    | Team Columbia-HTC   | + 06"               |
| 3                   | Gerald Ciolek       | Vlag van Duitsland        | Team Milram         | + 08"               |
| 4                   | Tom Boonen          | Vlag van België           | Quick Step          | + 09"               |
| 5                   | Tyler Farrar        | Vlag van Verenigde Staten | Garmin-Slipstream   | + 12"               |
| 6                   | Jens Mouris         | Vlag van Nederland        | Vacansoleil         | + 14"               |
| 7.                  | Lars Boom           | Vlag van Nederland        | Rabobank            | + 16"               |
| 8                   | Daniele Bennati     | Vlag van Italië           | Liquigas            | + 16"               |
| 9                   | Roman Kreuziger     | Vlag van Tsjechië         | Liquigas            | + 17"               |
| 10                  | David García        | Vlag van Spanje           | Xacobeo-Galicia     | + 18"               |

## Nevenklassementen
| Puntenklassement | Puntenklassement | Puntenklassement          | Puntenklassement  | Puntenklassement |
| rang             | renner           | land                      | ploeg             | punten           |
| ---------------- | ---------------- | ------------------------- | ----------------- | ---------------- |
|                  | Tom Boonen       | Vlag van België           | Quick Step        | 38               |
| 2                | Tyler Farrar     | Vlag van Verenigde Staten | Garmin-Slipstream | 33               |
| 3                | André Greipel    | Vlag van Duitsland        | Team Columbia-HTC | 28               |

| Bergklassement | Bergklassement | Bergklassement     | Bergklassement | Bergklassement |
| rang           | renner         | land               | ploeg          | punten         |
| -------------- | -------------- | ------------------ | -------------- | -------------- |
|                | Tom Leezer     | Vlag van Nederland | Rabobank       | 0              |
| 2              | -              |                    |                |                |
| 3              | -              |                    |                |                |

| Combinatieklassement | Combinatieklassement | Combinatieklassement   | Combinatieklassement | Combinatieklassement |
| rang                 | renner               | land                   | ploeg                | punten               |
| -------------------- | -------------------- | ---------------------- | -------------------- | -------------------- |
|                      | Fabian Cancellara    | Vlag van Zwitserland   | Team Saxo Bank       | 5                    |
| 2                    | Tom Boonen           | Vlag van België        | Quick Step           | 5                    |
| 3                    | Greg Henderson       | Vlag van Nieuw-Zeeland | Team Columbia-HTC    | 7                    |

| Ploegenklassement | Ploegenklassement | Ploegenklassement         | Ploegenklassement | Ploegenklassement |
| rang              | ploeg             | land                      | tijd              |                   |
| ----------------- | ----------------- | ------------------------- | ----------------- | ----------------- |
|                   | Liquigas          | Vlag van Italië           | 28u 29' 30"       |                   |
| 2                 | Team Saxo Bank    | Vlag van Denemarken       | op 3"             |                   |
| 3                 | Garmin-Slipstream | Vlag van Verenigde Staten | op 6"             |                   |

1e etappe ·
2e etappe ·
3e etappe ·
4e etappe ·
5e etappe ·
6e etappe ·
7e etappe ·
8e etappe ·
9e etappe ·
10e etappe ·
11e etappe ·
12e etappe ·
13e etappe ·
14e etappe ·
15e etappe ·
16e etappe ·
17e etappe ·
18e etappe ·
19e etappe ·
20e etappe ·
21e etappe
Startlijst · Eindstanden · Afbeeldingen
 winnaars · rode trui · 
 puntenklassement · 
 bergklassement · 
 combinatieklassement · 
 jongerenklassement · 
 ploegenklassement · 
 strijdlust

 Belgische leiderstruidragers · etappewinnaars

 Nederlandse leiderstruidragers · etappewinnaars
1935 · 1936 · 1937 · 1938 · 1939 · 1940 · 1941 · 1942 · 1943 · 1944 · 1945 · 1946 · 1947 · 1948 · 1949 · 1950 · 1951 · 1952 · 1953 · 1954 · 1955 · 1956 · 1957 · 1958 · 1959 · 1960 · 1961 · 1962 · 1963 · 1964 · 1965 · 1966 · 1967 · 1968 · 1969 · 1970 · 1971 · 1972 · 1973 · 1974 · 1975 · 1976 · 1977 · 1978 · 1979 · 1980 · 1981 · 1982 · 1983 · 1984 · 1985 · 1986 · 1987 · 1988 · 1989 · 1990 · 1991 · 1992 · 1993 · 1994 · 1995 · 1996 · 1997 · 1998 · 1999 · 2000 · 2001 · 2002 · 2003 · 2004 · 2005 · 2006 · 2007 · 2008 · 2009 · 2010 · 2011 · 2012 · 2013 · 2014 · 2015 · 2016 · 2017 · 2018 · 2019 · 2020 · 2021 · 2022 · 2023 · 2024 · 2025